# Elecciones generales de España de 1936
Los días 16 de febrero y 1 de marzo de 1936 se celebraron en España las terceras elecciones generales, y últimas, de la Segunda República Española. Las elecciones dieron una mayoría parlamentaria a la coalición de izquierdas denominada Frente Popular (Frente de Izquierdas en Cataluña) que, con el 48,69% del total de los votos y más del 60 % de los diputados electos, agrupaba al Partido Socialista Obrero Español (PSOE), Izquierda Republicana (IR), Unión Republicana (UR), Esquerra Republicana de Catalunya (ERC), Partido Comunista de España (PCE), Partido Obrero de Unificación Marxista (POUM), Partido Sindicalista y otros.
Es difícil calcular cuántos votos recibió cada partido, ya que la ley electoral era por listas abiertas, y no es posible decir cuántos votos obtuvo cada candidatura, ya que los votantes podían elegir candidatos de distintas listas para cada uno de los escaños de su circunscripción. El Gobierno de la Segunda República nunca publicó los resultados en su integridad. 
Según disponía la Ley Electoral vigente, la mecánica de adjudicación de las actas de diputados era compleja y necesitaba de tiempo para llevar a cabo el escrutinio general, una segunda vuelta donde fuera necesario y la discusión de las Actas en el Parlamento. En 1933 el presidente del Gobierno dirigió la segunda vuelta presentando al Parlamento los resultados. La dimisión de Portela Valladares, quien fuera jefe de gobierno, el 19 de febrero llevará al Presidente de la República, Alcalá Zamora, a adelantar el nombramiento del líder del Frente Popular, Manuel Azaña, como Presidente del Consejo de Ministros.

## El régimen electoral
La ley electoral aplicable fue la Ley Electoral de 1907, enmendada en junio de 1931 y julio de 1933. Los procesos y garantías previstas en la normativa eran los mismos que se preveían durante la monarquía liberal. Los cambios que produjeron las dos enmiendas citadas anteriormente fueron el cambio a circunscripción provincial, la inclusión de las mujeres en el censo, la rebaja de la edad mínima para ejercer el voto a los 23 años y el método de conversión de los votos en escaños.
La normativa electoral fijaba la provincia como circunscripción electoral, aunque las ciudades con más de 150.000 habitantes (Madrid, Barcelona, Valencia, Sevilla, Zaragoza, Bilbao, Málaga y Murcia) constituían su propia circunscripción, incluyendo en ella a todos los municipios pertenecientes a su partido judicial y, por tanto, del área metropolitana. Por cada 50.000 habitantes se asignaba un escaño a cada circunscripción y, si tras la asignación restaba una cifra de más de 30.000 habitantes, se asignaba un escaño adicional. Las ciudades de Ceuta y Melilla obtenían un escaño cada una. Estas reglas creaban un congreso de 473 escaños. Respecto a las elecciones anteriores, solo se modificaron dos escaños.
El sistema electoral establecía un sistema mayoritario con voto limitado o restringido. A diferencia del sistema electoral del régimen del 78, no se votaban listas cerradas de partidos, sino que el votante podía elegir en su circunscripción un número fijo menor de candidatos que el de escaños en juego. La fórmula electoral determinaba que los candidatos más votados eran proclamados diputados, siempre que obtuviesen al menos el 20% de los votos emitidos en su circunscripción y siempre que, al menos uno de ellos, hubiera obtenido el 40%. Si se cumplía este último requisito, pero no todos los escaños se elegían con más del 20% de los votos, los escaños no decididos se sometían a escrutinio en una segunda vuelta, que tenía lugar dos semanas después. A esta segunda vuelta solo concurrían los candidatos que hubieran sobrepasado el 8% de los votos.

### Los cupos
Esta fórmula electoral descrita fue diseñada durante los primeros dos años de la República con el objeto de promover una gran coalición de republicanos y socialistas que pudiera obtener grandes mayorías frente a la derecha fragmentada. Esta fórmula electoral tenía como característica fundamental que favorecía los llamados cupos "de las mayorías" y "de las minorías". El primero favorecía al partido más votado, ya que obtenía entre el 67% y el 80% de los escaños de la circunscripción, mientras que el cupo de las minorías otorgaba al segundo partido más votado el resto de los escaños. El sistema, por tanto, promovía fuertemente la formación de coaliciones electorales con el objeto de obtener el primer puesto en los votos o, al menos, el segundo. El desigual tamaño de las circunscripciones provocaba que la diferencia entre quedar primero y segundo se acentuase severamente en función de dónde se obtuviera. Por ejemplo, la candidatura vencedora en Barcelona obtenía dieciséis escaños y, la segunda, cuatro escaños; mientras que en Soria obtenía el vencedor dos escaños y uno el segundo. De esta manera, la victoria en ciertas circunscripciones podía valer hasta nueve veces más que la victoria en otras. Además, leves cambios en el electorado podían traducirse en fuertes vuelcos en el reparto de escaños.

Para tener una mayoría parlamentaria, bastan unas decenas de millar de votos (ni siquiera hacen falta las centenas de mil), repartidas afortunadamente [...] en las doce o catorce grandes circunscripciones, aun cuando la mayoría de las otras supongan muchísimos más votos.
Niceto Alcalá-Zamora.

La consecuencia indirecta de los cupos, además, fue que se desincentivó la creación de grandes partidos, ya que el sistema de coaliciones otorgaba gran fuerza de negociación y un papel central a los pequeños partidos que hacían decisivos sus votos en el agregado de las coaliciones. Otra disfunción que presentaba la fórmula electoral provocaba que, en caso de que un partido no cumpliese el requisito del 40% en primera vuelta, se pudiera dar la posibilidad de que los partidos perdedores formaran una coalición en segunda vuelta que le superase obteniendo así el cupo de la mayoría y resultando el inicialmente vencedor severamente perjudicado. En definitiva, el sistema electoral incentivaba la formación de grandes coaliciones que conseguían mayorías aplastantes en el parlamento a costa de una infrarrepresentación de las minorías, tal como se manifestó en las elecciones anteriores de 1933 en la que una derecha en coalición obtuvo grandes mayorías frente a la izquierda fragmentada.

### Negativa a la reforma electoral
A pesar de las disfunciones que mostraba el sistema electoral, las izquierdas rechazaron participar en las comisiones parlamentarias para diseñar una reforma electoral. Era de su interés, ya que estas, en caso de lograr constituir las oportunas coaliciones, se aseguraban una victoria en las circunscripciones que más la premiaban con escaños y obtendrían así la mayoría aplastante. Además, la coalición de derechas se mostraba difícil de materializarse por la rivalidad entre monárquicos autoritarios y la CEDA, sumada a la crisis del Partido Radical, lo cual predecía un buen resultado para las izquierdas.
La Gaceta del día 8 de enero de 1936 publicó una serie de decretos que disolvían las Cortes Generales y convocaban la jornada de elecciones para el 16 de febrero de 1936, así como una segunda vuelta para el 1 de marzo de 1936. La publicación de estos decretos vino acompañada del restablecimiento de las garantías constitucionales suspendidas por los estados de alarma en Madrid, Barcelona y Oviedo y el estado de prevención en una decena de circunscripciones. El censo electoral fue el mismo que el de noviembre de 1933, con la adición que procedía de aquellos que cumplieron los 23 años de edad antes de febrero de 1936.

## Las coaliciones electorales
En abril de 1935, Manuel Azaña alcanzó un pacto de "Conjunción Republicana" entre su propio partido Izquierda Republicana, la Unión Republicana de Diego Martínez Barrio y el Partido Nacional Republicano de Felipe Sánchez Román. A mediados de noviembre de 1935 Azaña ofreció al PSOE la formación de una coalición electoral sobre la base de ese acuerdo, pero mientras que el sector socialista encabezado por Indalecio Prieto lo apoyaba, el sector encabezado por Francisco Largo Caballero era reticente al mismo y para reforzar la parte “obrera” de la coalición impuso la inclusión del Partido Comunista de España (PCE) en el mismo, lo que motivó que el partido de Sánchez Román abandonase la Conjunción Republicana. La firma del pacto de la coalición electoral entre los republicanos de izquierda y los socialistas tuvo lugar el 15 de enero de 1936. El PSOE cuando estampó su firma lo hizo también en nombre del PCE y de otras organizaciones obreras (el Partido Sindicalista de Ángel Pestaña y el POUM).
El programa de la coalición, que comenzó a ser llamada “Frente Popular”, a pesar de que ese término no aparecía en el documento firmado el 15 de enero y de que era un nombre que nunca aceptó Azaña, era el de los republicanos de izquierda (y solo se mencionaban las aspiraciones de las fuerzas “obreras” con las que los republicanos de izquierda no estaban de acuerdo). El programa incluía, en primer lugar, la amnistía para los delitos "políticos y sociales" (el excarcelamiento de todos los detenidos por la “Revolución de Octubre”), la continuidad de la legislación reformista del primer bienio y la reanudación de los procesos de autonomía de las "regiones", que llevaba aparejada la reforma del Tribunal de Garantías Constitucionales. El gobierno estaría formado exclusivamente por republicanos de izquierda y los socialistas le darían su apoyo desde el parlamento para cumplir el programa pactado. Así pues, la alianza de 1936 era circunstancial, limitada a las elecciones, y por tanto bien diferente a la de 1931.
Frente a la coalición electoral de las izquierdas, las derechas no pudieron oponer como en 1933 un frente homogéneo, porque la CEDA, en su intento de obtener el poder y evitar el triunfo de la izquierda, se alió en unas circunscripciones con las fuerzas antirrepublicanas (monárquicos alfonsinos, carlistas) y en otras con el centro-derecha republicano (radicales, demócrata-liberales, republicanos progresistas), por lo que fue imposible presentar un programa común. Lo que pretendía Gil Robles era formar un "Frente Nacional Contrarrevolucionario", basado más en consignas “anti” que en un programa concreto de gobierno, para sumar el mayor número de fuerzas políticas e impedir el triunfo de la izquierda (“Contra la revolución y sus cómplices”, fue uno de sus eslóganes; “¡Por Dios y por España!” fue otro; y planteó la campaña como una batalla entre la “España católica... y la revolución espantosa, bárbara, atroz”). No se reeditó, pues, la Unión de Derechas de 1933 como exigían los monárquicos, por lo que los alfonsinos de Renovación Española se presentaron en varias circunscripciones en solitario con el nombre de Bloque Nacional, cuyo líder era José Calvo Sotelo. Sin embargo, en Madrid, por ejemplo, sí se presentaron juntos con Gil Robles y Calvo Sotelo como cabezas de lista.
Gil Robles compartía los objetivos antidemocráticos de la extrema derecha encabezada por Calvo Sotelo (Acción Española había escrito: «Votemos para dejar de votar algún día») pero, como ha destacado Gabriele Ranzato, entendía que para ganar las elecciones «era preciso atraer los votos de un amplio abanico de electores que iba de los más reaccionarios a los católico-sociales a lo Giménez Fernández. Para obtener esto decidió evitar lo más posible toda referencia a los programas de gobierno, basando más bien su campaña electoral en el peligro representado por el adversario... Las categóricas alternativas propuestas por carteles y altavoces, como "España o Anti-España", "Revolución o Contrarrevolución", "Votad a España o votad a Rusia», eran para la derecha más unificadoras que cualquier programa». En uno de sus mítines Gil Robles dijo: «¡Ni lucha de clases ni separatismo! Esas ideas no pueden tener cabida en el concurso de las ideas lícitas». Al que las defienda «hay que aplastarle». Por otro lado, Gil Robles era consciente de que su principal cantera de votos eran los católicos y a ellos apelaba cuando afirmaba que la principal misión de la CEDA era «vencer la revolución para defender los derechos de Cristo y su Iglesia». «Donde haya un diputado que pertenezca a nuestra organización, allí hay una afirmación clara y neta de la confesionalidad frente al laicismo destructor del Estado», añadió. Y en la tarea de atraer el voto católico Gil Robles y la CEDA contaron con el apoyo entusiasta de buena parte de la jerarquía católica española, con el cardenal primado Isidro Gomá al frente pidiendo el voto para «los partidos de afirmación religiosa».
A las elecciones también se presentó una tercera opción “centrista” encabezada por el presidente del gobierno Portela Valladares y auspiciada por quien le había nombrado, el presidente de la República Niceto Alcalá-Zamora, que pretendía consolidar un centro republicano que superara la bipolarización surgida de la Revolución de Octubre. Esta fue una de las razones que les decidieron a convocar elecciones.

## Candidatos proclamados
El 9 de febrero se hace la proclamación de candidatos. En total 1.025 para cubrir los 473 puestos.
| Derechas                                                             | Candidatos | Izquierdas                                                    | Candidatos |
| -------------------------------------------------------------------- | ---------- | ------------------------------------------------------------- | ---------- |
| Confederación Española de Derechas Autónomas (José María Gil-Robles) | 177        | Unión Republicana (Diego Martínez Barrio)                     | 52         |
| Renovación Española (José Calvo Sotelo)                              | 40         | Izquierda Republicana (Manuel Azaña)                          | 120        |
| Comunión Tradicionalista                                             | 32         | Partido Socialista Obrero Español (Francisco Largo Caballero) | 125        |
| Monárquicos independientes                                           | 13         | Partido Comunista de España (José Díaz Ramos)                 | 85         |
| Partido del Centro Democrático (Manuel Portela Valladares)           | 89         | Partido Sindicalista (Ángel Pestaña)                          | 1          |
| Partido Republicano Radical (Alejandro Lerroux)                      | 88         | Esquerra Republicana de Catalunya (Luis Companys)             | 30         |
| Partido Republicano Liberal Demócrata (Melquiades Álvarez)           | 8          | Partido Obrero de Unificación Marxista (Joaquín Maurín)       | 1          |
| Partido Agrario Español (José Martínez de Velasco)                   | 33         |                                                               |            |
| Partido Nacionalista Vasco (Doroteo de Ziáurriz)                     | 12         |                                                               |            |
| Partido Republicano Conservador (Miguel Maura)                       | 19         |                                                               |            |
| Republicanos independientes                                          | 23         |                                                               |            |
| Lliga Catalana (Francisco Cambó)                                     | 21         |                                                               |            |
| Independientes                                                       | 37         |                                                               |            |
| Falange Española de las JONS (José Antonio Primo de Rivera)          | 44         |                                                               |            |
| Total derechas                                                       | 636        | Total izquierdas                                              | 351        |

El distrito que aportaba el mayor número de diputados era el correspondiente a la ciudad de Barcelona con 20 diputados, 16 asignados a la mayoría y 4 a la minoría. A la candidatura del Frente Popular de Lluís Companys i Jover, denominada Front d’Esquerres, se enfrenta el Front Català d'Ordre de Juan Ventosa Calvell.
En el distrito de Madrid capital se elegían 17 diputados, correspondiendo 13 a la mayoría y 4 a la minoría. Optaban a la mayoría dos candidaturas, la del Frente Popular encabezada por Francisco Largo Caballero y la del autodenominado Frente Nacional Contrarrevolucionario de José María Gil-Robles. La tercera, Falange Española, de José Antonio Primo de Rivera, era testimonial y estaba formada por solo cuatro candidatos.
El Frente Nacional Contrarrevolucionario denunció el robo y desaparición de actas electorales favorables en nueve provincias, aunque no aportó pruebas a sus denuncias.

## La campaña electoral y la jornada de la votación

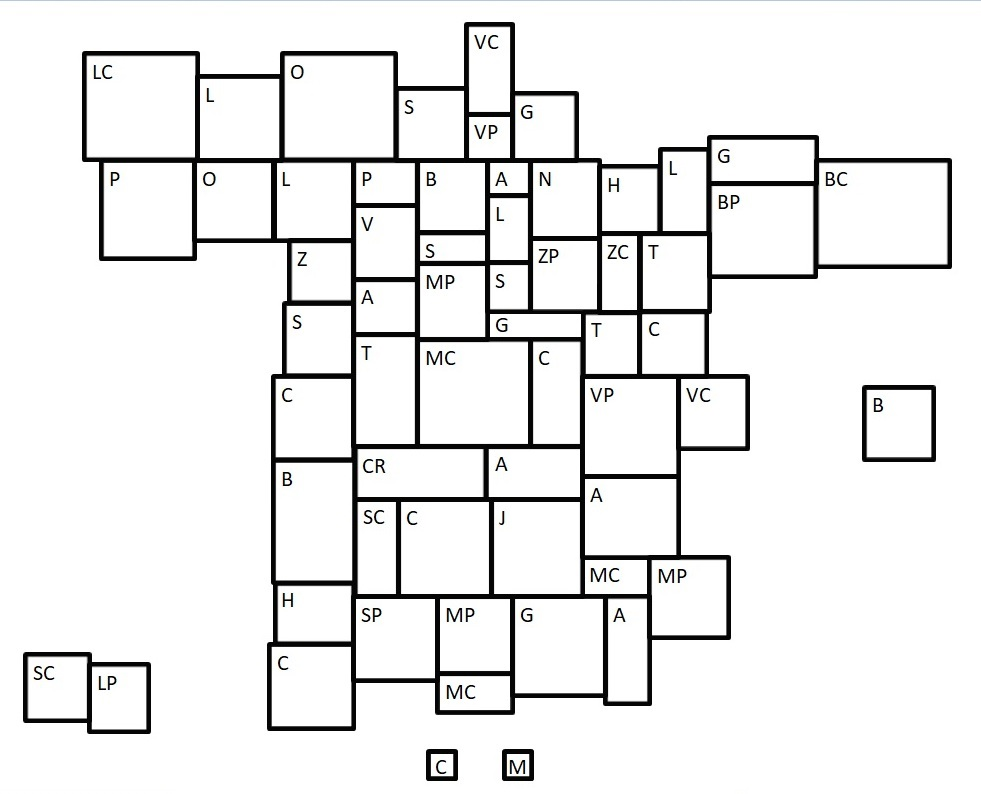
distritos electorales proporcionales al número de escaños disponibles

Según el recuento de Álvarez Tardío y Villa García, desde la disolución de Cortes hasta la jornada electoral hubo un total de cuarenta y una víctimas mortales y ochenta heridos atribuibles a distintos episodios de «violencia política»: reyertas callejeras entre grupos de ideologías rivales (once muertos y veintinueve heridos); choques de grupos con fuerzas de orden público (trece muertos y cuatro heridos); agresiones con armas diversas (tres muertos y treinta y cuatro heridos); etc.. Y de los ochenta y seis casos conocidos de muertos y heridos, al menos cuarenta y tres víctimas pertenecían a partidos de izquierdas (mayormente socialistas y comunistas), treinta y seis a las derechas (cedistas y falangistas) y siete a las fuerzas de orden público. Sin embargo, Álvarez Tardío y Villa García afirman que la violencia fue «elevada, pero no generalizada» y que «estorbó, pero no impidió, la competición democrática».
Además Álvarez Tardío y Villa García introducen dos matizaciones importantes sobre la cuestión de la violencia durante la campaña electoral, según Enrique Moradiellos. La primera, «que la violencia política fue un fenómeno lamentablemente permanente durante el quinquenio republicano en dosis de "media intensidad", con focos multipolares y de manera no tan diferente a lo que sucedía en el resto de las jóvenes democracias europeas de entonces (la República de Weimar en Alemania es el caso más conocido). De hecho, en la campaña electoral de noviembre de 1933, bien estudiada por Roberto Villa García y considerada casi como modélica en su calidad de expresión genuina de la voluntad del electorado, hubo "más de trescientos" episodios violentos que tuvieron como resultado "veintisiete muertos y cincuenta y ocho heridos" nada menos en apenas un mes y una semana de duración de la campaña». La segunda matización se refiere a «que esa violencia no se desplegó «en todas partes», sino que ofreció unos perfiles geográficos peculiares y significativos. Estuvo bastante ausente de zonas de alta conflictividad tradicional (Zaragoza, Barcelona, Valencia, Asturias o Extremadura) y tuvo más impacto en tres áreas (Madrid, Galicia y buena parte de Andalucía) donde la campaña presentó características especiales: "bien una lucha triangular (Galicia), bien la fuerte actividad de los grupos proclives a actitudes extremas, como comunistas y falangistas (Málaga, Sevilla o Madrid), o bien un peso mayor que en otras zonas de los conflictos laborales teñidos de importantes connotaciones políticas (Madrid)"».
A diferencia de lo sucedido durante la campaña electoral, la jornada de las votaciones del día 16 de febrero de 1936 transcurrió sin incidentes graves que alteraran decisivamente su desarrollo: «Las medidas adoptadas por las autoridades permitieron que la constitución de las mesas y la movilización de los millones de electores se hiciera con normalidad», no pudiendo decirse «que la violencia primara». De hecho, en una rara muestra de unanimidad, «al cierre de los colegios, los dirigentes de los diversos partidos reconocieron que, en general, la votación se había celebrado correctamente». En resolución, como concluyen en el epílogo del libro Álvarez Tardío y Villa García, «las elecciones fueron, al menos hasta la jornada de las votaciones inclusive, competidas y todo lo limpias que podían ser en la España de entonces».

## Resultado
«II República Española». Archivado desde el original el 3 de marzo de 2009. Consultado el 18 de noviembre de 2007.
</ref>
| ← Elecciones generales españolas, 16 de febrero de 1936 → |                                                     |         |                          |                        |        |     |
| Afiliación | Afiliación                                          | Partido | Primera Vuelta (febrero) | Escaños finales (mayo) | % Esc. | +/- |
| Frente Popular |                                                     |         |                          |                        |        |     |
| | Partido Socialista Obrero Español (PSOE)            | 88/473  | 99/473                   | 20,9                   | 40     |     |
| | Izquierda Republicana (IR)                          | 80/473  | 87/473                   | 18,4                   | nuevo  |     |
| | Unión Republicana (UR)                              | 36/473  | 37/473                   | 7,8                    | nuevo  |     |
| | Esquerra Republicana de Catalunya (ERC)             | 21/473  | 21/473                   | 4,4                    | 4      |     |
| | Partido Comunista de España (PCE)                   | 15/473  | 17/473                   | 3,6                    | 16     |     |
| | Acció Catalana Republicana (ACR) EC                 | 5/473   | 5/473                    | 1,1                    | 1      |     |
| | Unió Socialista de Catalunya (USC) EC               | 4/473   | 4/473                    | 0,8                    | 1      |     |
| | Partido Galeguista (PG) IR                          | 3/473   | 3/473                    | 0,6                    | 3      |     |
| | Partido Republicano Democrático Federal (PRDF)      | 2/473   | 2/473                    | 0,4                    | 2      |     |
| | Unió de Rabassaires (UdR) EC                        | 2/473   | 2/473                    | 0,4                    | 1      |     |
| | Partit Nacionalista Republicà d'Esquerra (PNRE) EC  | 2/473   | 2/473                    | 0,4                    | 2      |     |
| | Partido Sindicalista                                | 1/473   | 1/473                    | 0,2                    | nuevo  |     |
| | Partido Sindicalista Independiente (PSI)            | 1/473   | 1/473                    | 0,2                    | nuevo  |     |
| | Partido Obrero de Unificación Marxista (POUM)       | 1/473   | 1/473                    | 0,2                    | nuevo  |     |
| | Partit Català Proletari (PCP) EC                    | 1/473   | 1/473                    | 0,2                    | nuevo  |     |
| | Esquerra Valenciana (EV) EC                         | 1/473   | 1/473                    | 0,2                    | nuevo  |     |
| | Republicanos Independientes (de Izquierdas)         | 3/473   | 2/473                    | 0,4                    | 2      |     |
| | Socialista Independiente                            | 1/473   | 0/473                    | 0,0                    | 0      |     |
| Grupo PNV |                                                     |         |                          |                        |        |     |
| | Partido Nacionalista Vasco (PNV)                    | 8/473   | 8/473                    | 1,7                    | 3      |     |
| | Socialcristiano Vasco                               | 1/473   | 1/473                    | 0,2                    | nuevo  |     |
| Republicanos de Centro |                                                     |         |                          |                        |        |     |
| | Partido de Centro Nacional Republicano (PCNR)       | 20/473  | 17/473                   | 3,6                    | nuevo  |     |
| | Partido Republicano Radical (PRR)                   | 8/473   | 5/473                    | 1,1                    | 97     |     |
| | Partido Republicano Progresista (PRP) R             | 6/473   | 6/473                    | 1,3                    | 3      |     |
| | Partido Republicano Conservador (PRC) R             | 3/473   | 3/473                    | 0,6                    | 14     |     |
| | Partido Republicano Liberal Demócrata (PRLD) BN     | 1/473   | 2/473                    | 0,4                    | 7      |     |
| | Republicanos Independientes                         | 3/473   | 4/473                    | 0,8                    | 0      |     |
| Derechas |                                                     |         |                          |                        |        |     |
| | Confederación Española de Derechas Autónomas (CEDA) | 97/473  | 88/473                   | 18,6                   | 27     |     |
| | Bloque Nacional (Renovación Española)               | 13/473  | 12/473                   | 2,5                    | 2      |     |
| | Lliga Catalana (LC)                                 | 12/473  | 12/473                   | 2,5                    | 12     |     |
| | Partido Agrario Español (PAE)                       | 11/473  | 10/473                   | 2,1                    | 20     |     |
| | Comunión Tradicionalista (CT)                       | 12/473  | 9/473                    | 1,9                    | 11     |     |
| | Monárquicos Independientes                          | 2/473   | 2/473                    | 0,4                    | 2      |     |
| | Partido Nacionalista Español (PNE) BN               | 1/473   | 1/473                    | 0,2                    | 1      |     |
| | Partido Mesócrata                                   | 1/473   | 1/473                    | 0,2                    | nuevo  |     |
| | Partido Regionalista de Mallorca (PRM)              | 1/473   | 1/473                    | 0,2                    | 0      |     |
| | Católico                                            | 1/473   | 1/473                    | 0,2                    | nuevo  |     |
| | Independientes de Derecha                           | 5/473   | 4/473                    | 0,8                    | 9      |     |
| Total |                                                     |         |                          |                        |        |     |
| Frente Popular: | Frente Popular:                                     | 267/473 | 286/473                  | 60,5                   |        |     |
| Derechas: | Derechas:                                           | 156/473 | 141/473                  | 29,8                   |        |     |
| Republicanos de Centro | Republicanos de Centro                              | 41/473  | 37/473                   | 7,8                    |        |     |
| Grupo PNV: | Grupo PNV:                                          | 9/473   | 9/473                    | 1,9                    |        |     |
| Notas |                                                     |         |                          |                        |        |     |
| R Se integraron en el grupo parlamentario Republicano junto al PCNR. EC Se integraron en el grupo parlamentario Esquerra Catalana junto a ERC. IR Se integró en el grupo parlamentario Izquierda Republicana junto a IR. BN Se integraron en el grupo parlamentario Bloque Nacional junto a RE. 1. 2. 3. 4. 5. |                                                     |         |                          |                        |        |     |

### Voto popular
La participación fue del 76% del censo, aunque otros historiadores dan la cifra del 72,9%. De todas formas fueron las elecciones que registraron la participación más alta de las tres que tuvieron lugar durante la Segunda República, lo que se atribuyó al voto obrero que no siguió las habituales consignas abstencionistas de los anarquistas.
El sistema electoral de listas abiertas en vigor durante la Segunda República permitía a cada elector repartir sus votos entre candidatos de todas las tendencias políticas. Por ello, si bien se conocen con exactitud los votos obtenidos por cada candidato individualmente, es difícil cuantificar el apoyo popular recibido por cada partido o coalición. No obstante se han realizado cálculos que tratan de estimar cuántos electorales votaron “a izquierdas”, “a derechas” o “a centro”. La primera estimación fue realizada por la Secretaría General de la Presidencia de la República:
|                                      | Izquierdas | Centro  | Derechas  |
| ------------------------------------ | ---------- | ------- | --------- |
| Sufragios (estimación)               | 4.430.322  | 682.825 | 4.511.031 |
| Porcentaje de sufragios (estimación) | 46%        | 6%      | 48%       |

El estudio que realizó en los años 70 el historiador Javier Tusell sobre los resultados y en general sobre las elecciones de 1936 arroja unas cifras similares, es decir, un reparto muy equilibrado de votos con una leve ventaja de las izquierdas (4,65 millones, 47,1%) sobre las derechas (4,50 millones, 45.6%), mientras el centro se limitó al (0,5 millones, 5,3%). Por otro lado, el hispanista británico Gerald Brenan asignó en 1943 a las izquierdas 4,7 millones de votos (51,5%), alrededor de 4 millones de votos a las derechas (~44%) y 450 000 al centro (4,5%). Pero como el sistema electoral republicano primaba a los ganadores esto se tradujo en una holgada mayoría para la coalición del “Frente Popular”.
El estudio más reciente sobre las elecciones, el libro de Álvarez Tardío y Villa García, arroja el siguiente resultado de la primera vuelta:
|                                      | Izquierdas | Centro  | Derechas  |
| ------------------------------------ | ---------- | ------- | --------- |
| Sufragios (estimación)               | 4.432.381  | 738.557 | 4.402.811 |
| Porcentaje de sufragios (estimación) | 46,3%      | 7,7%    | 46%       |

A continuación se adjunta una tabla con los resultados de las elecciones en votos. Los resultados totales que aquí aparecen hacen referencia a las candidaturas compuestas por listas completas, pero no incluyen a los candidatos "sueltos" que concurrieron a las elecciones. Sobre la base de los estudios históricos, el total de votos sería de unos 9.792.700, aunque teniendo en cuenta el patrón empleado de listas completas sería de 9.465.600, como aparece aquí. Por tanto, algunos de los resultados en número de votos que aparecen aquí no son completos. Para más información véanse las notas aclaratorias. 

### Reparto de escaños

Resultados por regiones

Según Álvarez Tardío y Villa García, el Frente Popular obtuvo en la primera vuelta 259 escaños parlamentarios (una mayoría holgada del 54,7% de los 473 escaños) y la coalición de las derechas 189 escaños. Sin embargo, Eduardo González Calleja y Francisco Pérez Sánchez consideran que el número de diputados del Frente Popular, «aunque siempre hay independientes difíciles de ubicar», fue de 286 diputados. «Los 267 originales proclamados por las Juntas provinciales, más seis por impugnaciones de la comisión de actas, más trece extras de Cuenca y Granada». Según Julián Casanova, en total el "Frente Popular” obtuvo 263 diputados (incluidos los 37 del “Front d’Esquerres” de Cataluña), la derecha 156 diputados (entre ellos solo un fascista, que era del Partido Nacionalista Español, ya que Falange Española no se quiso integrar en las coaliciones de la derecha por estar en desacuerdo ideológico y decidió presentarse en solitario: José Antonio Primo de Rivera se presentó por Cádiz y no salió elegido, por lo que no pudo renovar su acta de diputado y perdió la inmunidad parlamentaria) y los partidos de centro-derecha (incluyendo en ellos a los nacionalistas de la Lliga y del PNV, y al Partido del Centro que rápidamente había formado Portela Valladares con el apoyo de la Presidencia de la República) sumaban 54 diputados.
La segunda vuelta electoral se efectuó en aquellos sitios donde la lista electoral más votada había recibido menos del 40% de los votos: Álava, Guipúzcoa, Vizcaya, Castellón y Soria (En las provincias vascongadas el doctor Berástegui, vicario general del obispado de Vitoria, declaró que los reaccionarios eran tan católicos como las llamadas derechas y que lícitamente se les podía votar. Ante esta declaración el Frente Nacional Contrarrevolucionario retira sus candidaturas recomendando que votaran la candidatura nacionalista vasca del PNV) Estaban en juego veinte escaños. Realizada la votación el 1 de marzo, sus resultados reforzaron la situación creada en la primera vuelta: el Frente Popular obtuvo ocho escaños; el PNV consiguió siete y las derechas lograron cinco. En consecuencia, tras pequeños ajustes, la mayoría gubernamental pasó a tener 267 escaños, en tanto que las restantes minorías sumaron 206.
Por fraudes atribuidos a las derechas durante la emisión de los votos, se declararon nulas las elecciones de Cuenca y Granada. El 3 de abril quedaban constituidas las Cortes Españolas con 21 puestos vacantes. A comienzos de mayo se repitieron las elecciones en Cuenca y Granada. En Granada las derechas se retiraron y, en Cuenca se registró un triunfo del Frente Popular.
Los resultados electorales, además de la gran novedad de la desaparición electoral del Partido Radical (que pasó de 104 diputados en 1933 a solo 5 en 1936), mostraron la consolidación de tres grandes fuerzas políticas: los republicanos de izquierda (con 125 diputados: 87 de Izquierda Republicana y 38 de Unión Republicana), más la CEDA por su derecha (pasó de 115 diputados en 1933 a 88, mientras el Partido Agrario pasaba de 36 a 11); y el PSOE por su izquierda (de 58 diputados pasaba a 99). El PCE entraba en el parlamento con 17 diputados, también el Partido Sindicalista y el POUM, con un diputado cada uno.
“En el Frente Popular, los primeros puestos en las candidaturas los ocuparon casi siempre los republicanos del partido de Azaña y en la derecha fueron a parar a la CEDA, lo cual no confirma, frente a lo que se ha dicho en ocasiones, el triunfo de los extremos. Los candidatos comunistas siempre estuvieron en el último lugar de las listas del Frente Popular y los 17 diputados obtenidos, después de conseguir sólo uno en 1933, fueron el fruto de haber logrado incorporarse a esa coalición y no el resultado de su fuerza real. La Falange sumó únicamente 46.466 votos, el 0,5 % del total”.

## Intento de Golpe de Estado, dimisión de Portela Valladares y llegada al gobierno de Manuel Azaña
Cuando en enero de 1936 el presidente de la República disolvió las Cortes y convocó elecciones, varios generales acordaron entonces sublevarse el 19 de febrero si el Frente Popular ganaba las elecciones. Algunos confiaban en que las derechas lograrían imponerse en las elecciones a las izquierdas.
Nada más conocerse la victoria en las elecciones del Frente Popular, lo que suponía que la «vía política» para impedir la vuelta de la izquierda al poder había fracasado tras la derrota de Gil Robles y de la CEDA en las elecciones, se produjo el primer intento de “golpe de fuerza” por parte de la derecha para intentar frenar la entrega del poder a los vencedores. Fue el propio Gil Robles —que ya en diciembre había pulsado la opinión de los generales que él mismo había situado en los puestos clave de la cadena de mando (Fanjul, Goded, Franco) en torno a un «golpe de fuerza»— el primero que intentó sin éxito que el presidente del gobierno en funciones Manuel Portela Valladares declarase el «estado de guerra» y anulara los comicios. El líder de Renovación Española, José Calvo Sotelo, se manifestó en términos similares. Le siguió el general Franco, aún jefe del Estado Mayor del Ejército, que se adelantó a dar las órdenes pertinentes a los mandos militares para que declarasen el estado de guerra (lo que según la Ley de Orden Público de 1933 suponía que el poder pasaba a las autoridades militares). Franco telefonéo a los generales Goded y Rodríguez del Barrio para que convencieran a otros altos oficiales. Rodríguez del Barrio, como inspector general del Ejército, tenía un buen número de contactos entre los militares, e intentó sondear a varias guarniciones militares de Madrid para que se sublevaran y salieran a la calle. Sin embargo, tras varias llamadas tanto Goded como Rodríguez del Barrio le comunicaron el fracaso de sus gestiones.
Mientras esto ocurría, Franco fue desautorizado por el todavía jefe de gobierno Portela Valladares y por el ministro de la guerra el general Nicolás Molero. Un papel clave en el fracaso del golpe lo desempeñaron el director de la Guardia Civil, el general Sebastián Pozas (viejo africanista pero fiel a la República), que cuando recibió la llamada del general Franco para que se uniera a una acción militar que ocupara las calles se negó; y también el general Miguel Núñez de Prado, jefe de la policía, que tampoco secundó la intentona. Al final el general Franco no vio la situación madura y se echó para atrás, especialmente tras el fracaso de los generales Goded y Fanjul para sublevar a la guarnición de Madrid. Así pues, el resultado del intento de «golpe de fuerza» fue exactamente el contrario del previsto. 
El presidente del gobierno en funciones entregó antes de tiempo el poder a la coalición ganadora, sin esperar a que se celebrara la segunda vuelta de las elecciones (prevista para el 1 de marzo). Así, Manuel Azaña, el líder del Frente Popular, formaba gobierno el miércoles 19 de febrero que, conforme a lo pactado, solo estaba integrado por ministros republicanos de izquierda (nueve de Izquierda Republicana y tres de Unión Republicana, más uno independiente, el general Carlos Masquelet, ministro de la guerra). Una de las primeras decisiones que tomó el nuevo gobierno fue alejar de los centros de poder a los generales más antirrepublicanos: el general Goded fue destinado a la Comandancia militar de Baleares; el general Franco, a la de Canarias; el general Mola al gobierno militar de Pamplona. Otros generales significados, como Orgaz, Villegas, Fanjul y Saliquet quedaron en situación de disponibles. Sin embargo esta política de traslados no serviría para frenar la conspiración militar y el golpe que finalmente se produjo entre el 17 y el 18 de julio, e incluso en algún caso, como el del general Franco, les hizo aumentar su rechazo al gobierno de Azaña al considerar su destino a Canarias como una degradación, una humillación y un destierro.

## La validación de las actas
En el momento de la formación del Gobierno de Azaña, en la tarde del 19 de febrero (con buena parte de los escrutinios ya realizados), el Frente Popular podía tener garantizado, según Manuel Álvarez Tardío y Roberto Villa García, «un suelo de 219 escaños por 198 de sus adversarios». Sin embargo, Eduardo González Calleja y Francisco Pérez Sánchez discrepan de esas cifras pues consideran que con los datos provisionales que se conocían hasta ese momento, ya muy próximos a los definitivos, el Frente Popular ya contaba con la mayoría absoluta en las Cortes. Basan su afirmación en los datos publicados por el diario ABC, «poco dudoso de beligerante con las derechas», en la edición vespertina de ese día. ABC daba 230 diputados al Frente Popular (a siete de la mayoría absoluta) y 211 para el resto, pero había cuatro circunscripciones de las que no se ofrecían datos (Alicante, Cáceres, León y La Coruña), por lo que si sumáramos los resultados de las mismas, González Calleja y Pérez Sánchez concluyen que se habría alcanzado un mínimo de 243 diputados, seis por encima de la mayoría absoluta (el resto de candidaturas habrían obtenido 230 diputados).
Según Álvarez Tardío y Villa García, durante el recuento final en «determinadas circunscripciones» se produjo una intervención fraudulenta de las nuevas autoridades provinciales nombradas por el gabinete de Azaña, aunque «esas manipulaciones no tuvieron que ver con un plan sistemático del nuevo Ejecutivo de izquierdas, sino que fueron promovidas por los dirigentes que se hicieron interinamente con los gobiernos provinciales». De todas formas, esas actividades, magnificarían el volumen del triunfo frentepopulista, pero no lo generarían ni fabricarían de manera espuria, como reconocen los dos historiadores: «Eso no quiere decir que los resultados del Frente Popular fueran un mero subproducto del fraude, como proclamarían sus adversarios comenzada ya la Guerra Civil».
Las «determinadas circunscripciones» donde Álvarez Tardío y Villa García han encontrado en mayor o menor medida episodios fraudulentos son las siguientes: La Coruña, Pontevedra, Lugo, Jaén, Málaga (aunque aquí «el triunfo por las mayorías del Frente Popular era incontestable»), Valencia provincia, Santa Cruz de Tenerife y Cáceres. En total «estas alteraciones afectaron a un mínimo de treinta y seis escaños y hasta un máximo de cuarenta» en su conjunto y gracias a ellas «el Frente Popular sumó un mínimo de veintinueve y un máximo de treinta y tres escaños». Sobre estos datos, Enrique Moradiellos concluye lo siguiente: «aceptando esas cifras estimativas, ese fraude no variaría, en todo caso, el hecho indiscutido de que el Frente Popular tenía bastantes más diputados ya en la primera vuelta (razón principal por la que Azaña asumió su cargo), aunque sí el hecho de alcanzar y rebasar la mayoría absoluta: descontando el máximo de treinta y tres escaños «trastocados» a los 259 escaños logrados, la mayoría del Frente Popular habría quedado en 226 (once escaños menos que la mayoría absoluta, pero entre diecisiete y treinta y dos más que sus adversarios)». En este sentido, los propios Álvarez Tardío y Villa García, reconocen que «fueron el proselitismo de partido y la capacidad de movilización los que contribuyeron a distribuir el grueso de los votos, que no el fraude o la violencia».
González Calleja y Pérez Sánchez difieren de las conclusiones de Moradiellos sobre los datos aportados por Álvarez Tardío y Villa García. Advierten que estos «no concretan una cifra para hacernos una idea de a cuantos escaños se debió haber quedado el Frente Popular de la mayoría absoluta. Ni concretan un cuadro o tabla que claramente detalle por provincias cuántos escaños ganó el Frente Popular en la práctica y cuántos habría ganado en realidad de no ser tan tramposo. Tampoco hay forma humana de saber cuántos diputados consiguió el Frente Popular al final, que fueron 286». Según González Calleja y Pérez Sánchez, Álvarez Tardío y Villa García solo consiguen demostrar que hubo 16 escaños «ilegítimos» de más para el Frente Popular, «lo que dejaría las cifras por encima de la mayoría absoluta en 14 (251). Quitando algún diputado de Burgos o de Málaga, en 12 por encima (249)».
Según establecía la ley electoral republicana, la validación final de las actas no correspondía al Tribunal Supremo sino a la Comisión de Actas integrada por los propios diputados electos. Y aquí los diputados del Frente Popular impusieron su mayoría rechazando las acusaciones de fraude formuladas por la derecha, incluso en aquellas tres circunscripciones donde era más evidente y afectaba a las izquierdas: Cáceres, La Coruña y Pontevedra. Como ha señalado Enrique Moradiellos, «la arbitrariedad de la mayoría frentepopulista en la Comisión de Actas se tradujo en algunos cambios en el seno del Congreso, que cabe cuantificar: la CEDA perdió once escaños, los tradicionalistas, tres escaños, y los monárquicos de Renovación Española, otro escaño más. Por su parte, el PSOE, Izquierda Republicana y Unión Republicana perdieron sólo un escaño cada uno. Poca cosa, porque las elecciones parciales en Cuenca y Granada otorgarían otros diecisiete diputados más al Frente Popular en mayo de 1936». El sectarismo en la Comisión de Actas reforzó abusivamente la ya notable mayoría electoral del Frente Popular en las Cortes, pero como reconocen Álvarez Tardío y Villa García, «no fabricó una mayoría que ya era una realidad cuando se completaron las operaciones de escrutinio y se constituyó interinamente el Congreso». Y, por eso mismo, «casi todos los grupos conservadores acabaron aceptando, con más o menos reservas, este hecho consumado».. Moradiellos apostilla: «Así pues, las elecciones de febrero de 1936 dieron paso a una etapa política en la que las derechas asumieron sus resultados con mayor o menor disgusto y conformidad, aceptando en general su papel minoritario en aquellas Cortes (al menos por lo que respecta a la CEDA y el republicanismo moderado, no así las extremas derechas más autoritarias)». Por su parte, Álvarez Tardío y Villa García concluyen: «El proceso electoral, por tanto, estuvo lejos de ser antecedente directo de la Guerra Civil».
La discusión en la Comisión de Actas (la Constitución de 1931 establecía en su artículo 57 que «el Congreso de los Diputados tendrá facultad para resolver sobre la validez de la elección») fue tan conflictiva que su presidente, el socialista Indalecio Prieto, presentó la dimisión por discrepar sobre la actitud que estaban manteniendo algunos compañeros diputados de izquierdas (comunistas y socialistas caballeristas, fundamentalmente) que intentaban anular la elección de varios candidatos de derechas, en especial la del líder monárquico José Calvo Sotelo que se había presentado por la circunscripción de Orense. Después de intensos forcejeos entre los diputados de Frente Popular, al final la opinión del líder del Frente Popular y presidente del gobierno Manuel Azaña prevaleció y el acta parlamentaria de Calvo Sotelo no fue anulada, aunque dos diputados de derechas elegidos en la misma candidatura y con los mismos votos que los de Calvo Sotelo sí perdieron sus escaños. Indalecio Prieto calificó de «chalaneo repugnante» la actuación de la Comisión de Actas. Socialistas caballeristas y comunistas también intentaron que otros líderes de las derechas tampoco obtuvieran su acta, lo que consiguieron con el monárquico alfonsino Antonio Goicoechea (al repetirse las elecciones en Cuenca, circunscripción por la que se había presentado) y con el carlista José María Lamamié de Clairac (al ser declarado inelegible en Salamanca), pero fracasaron con el líder de la CEDA José María Gil Robles porque los republicanos de izquierda se sumaron a las derechas para impedirlo.
El resultado final de la validación de las actas fue que seis escaños de la derecha pasaron a la mayoría de izquierdas —y tres del Frente Popular a las derechas—, mientras que para otros 16, además de 3 del Frente Popular, habría que esperar a las nuevas elecciones de Cuenca y de Granada. En el caso de Granada los resultados se anularon debido a las injerencias en la votación por parte del gobernador civil y de las autoridades locales, todas ellas de derechas, además de la presión ejercida por los terratenientes sobre sus jornaleros. En el caso de Cuenca se anularon los votos de algunas mesas lo que obligó a celebrar la segunda vuelta. Como protesta las derechas abandonaron las Cortes, no así el centro, alegando que no querían ser cómplices en la conversión del Parlamento en un «organismo faccioso». El historiador Gabriele Ranzato concluye que «se puede estimar que algunas de las ventajas procuradas al Frente Popular a través de la revisión de los resultados electorales fueron un remedio a la influencia abusiva que, por un lado el gobierno, por medio de los gobernadores y otras autoridades locales, y por otro los grandes terratenientes, chantajeando a los braceros y por medio de la violencia de sus matones, habían ejercido sobre el resultado electoral en algunas provincias».

### La repetición de las elecciones en Cuenca y en Granada
La repetición de las elecciones en Cuenca y Granada tuvo lugar el 3 de mayo y el resultado fue que el Frente Popular copó 17 de los 19 escaños en disputa (los 13 de Granada y 4 de los de Cuenca), mientras que las derechas solo obtuvieron 2 (por la circunscripción de Cuenca). Esta apabullante victoria del Frente Popular fue el resultado de que las izquierdas impusieron un clima de auténtico terror durante la campaña electoral, como nunca antes se había producido. En el caso de Granada milicianos armados socialistas y comunistas detenían y cacheaban en la calle o atacaban físicamente a los sospechosos de ser de derechas, y los detenían y los encarcelaban sin que las autoridades hicieran nada por impedirlo.
En Granada la CEDA había decidido no repetir la coalición de la primera vuelta, sino que formó una lista con 5 de la CEDA, 4 de Falange Española y 1 independiente. Al hacerlo público, se produjeron protestas populares, que impidieron llevar a cabo la campaña electoral, por lo que la lista de CEDA-Falange se retiró. El Catedrático de Universidad y candidato de Izquierda Republicana José Palanco Romero obtuvo en la elección parcial del 3 de mayo de 1936 206 646 votos de un total de 260 448.
Según Gabriele Ranzato, «es un hecho que esa dilatación bastante forzada de la mayoría [tras la repetición de las elecciones en Cuenca y en Granada el Frente Popular pasó de 266 diputados a 283] no invalidaba la victoria electoral del Frente Popular... absolutamente legítima».

## Valoraciones

### Consensos y debates entre historiadores

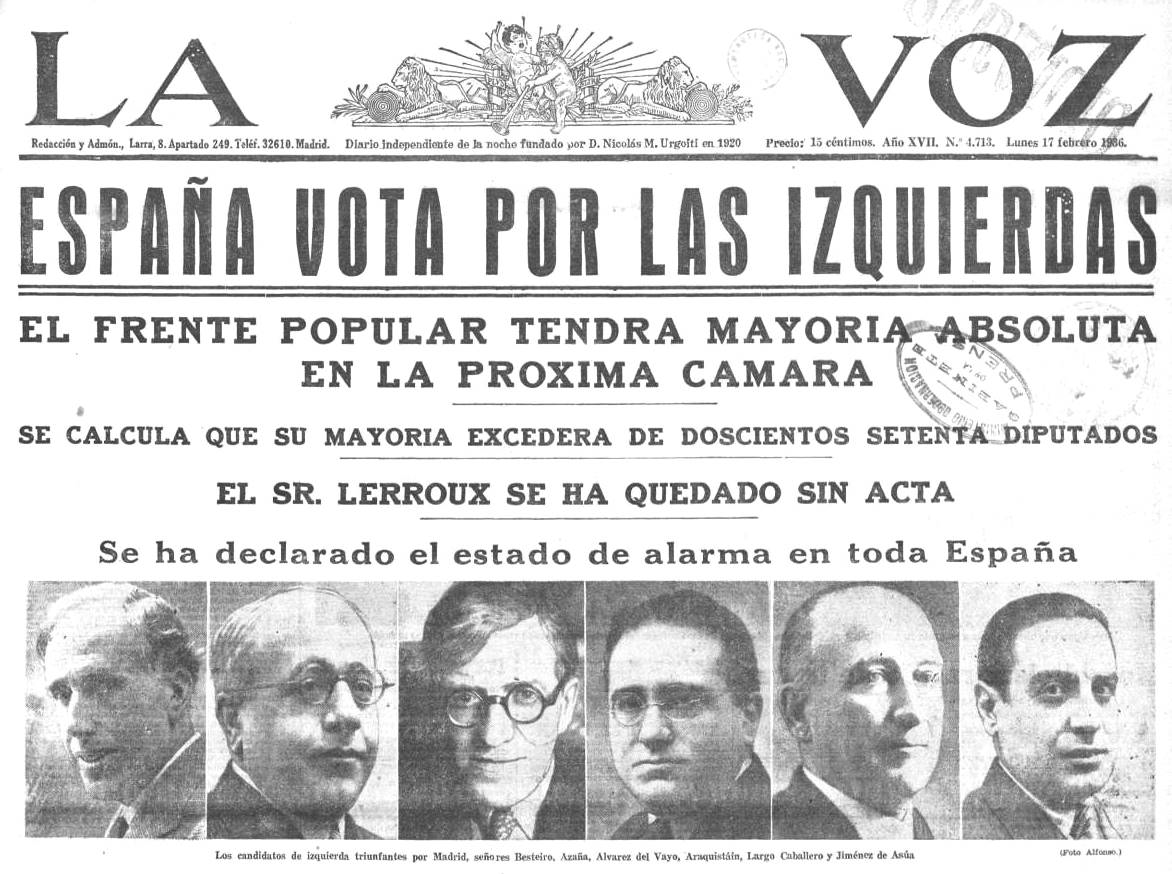
Portada del diario La Voz del lunes 17 de febrero que anuncia la victoria del Frente Popular por mayoría absoluta. Aparecen las fotografías de los candidatos que han resultado elegidos en la lista de Madrid (de izquierda a derecha): Julián Besteiro, Manuel Azaña, Julio Álvarez del Vayo, Luis Araquistain, Francisco Largo Caballero y Luis Jiménez de Asúa. El diario destaca también en la primera página que el antiguo presidente del Gobierno Alejandro Lerroux no ha resultado elegido. Asimismo anuncia que el gobierno de Manuel Portela Valladares ha declarado el estado de alarma en toda España.

Existe un amplio consenso entre los historiadores de toda sensibilidad política, sobre todo después del estudio de Javier Tusell Las elecciones del Frente Popular en España de 1971, en reconocer la victoria electoral de la izquierda republicana en 1936. Así lo afirman, por ejemplo, Gerald Brenan, Pierre Vilar, Hugh Thomas, Gabriel Jackson, Broué y Témine, Burnett Bolloten, Malefakis, Abella, Aróstegui, Carr, Juan Pablo Fusi, Santos Juliá, Tuñón de Lara, Ángel Viñas y otros muchos. Incluso Seco Serrano, en su historia publicada en Barcelona en 1962, admite el hecho de la victoria de la izquierda. La excepción la constituye el norteamericano Stanley Payne que sostiene unas tesis cercanas a las de los autores revisionistas pro-franquistas. Otros como Emilio Grandío Seoane afirman que hubo un posible fraude en Galicia, donde 45.000 votos fueron dudosos y favorables al FP, otorgándoles la victoria electoral.
Pese a este consenso generalizado de los especialistas, la publicación en 2017 del libro de Manuel Álvarez Tardío y Roberto Villa García 1936. Fraude y violencia en las elecciones del frente popular, desató una enorme polémica que trascendió el ámbito puramente académico. Como ha destacado Enrique Moradiellos, «en los foros más activos de las derechas mediáticas, la lectura fue rápida, maniquea y reconfortante para sus postulados: «¿Estuvo justificado el Alzamiento de Franco? El pucherazo de las elecciones del 36 demuestra que sí» (sentencia Juan Robles en el diario digital Actuall el 13 de marzo de 2017); «La victoria de la izquierda en las elecciones de 1936 fue un pucherazo» (anuncia el diario Navarra confidencial ese mismo día); «El Golpe de Estado del Frente Popular en las elecciones de 1936» (titula el publicista Pablo Gea Congosto en la revista digital El Magacín en marzo de 2017); «El título lo dice todo: fraude y violencia» (subraya el general Rafael Dávila en Actuall el 15 de marzo); «Doble golpe de Estado» del Frente Popular en 1936 (proclama César Vidal en el diario Libertad Digital el 2 de abril). En el ámbito genérico de las izquierdas, tanto mediáticas como, sobre todo, historiográficas, la reacciones a la publicación de la obra se han movido entre la prudencia inicial y la crítica formal y material, pasando por la descalificación (del tipo de Agustín Moreno García en la revista digital Cuarto Poder: «Un nuevo intento para legitimar el golpe de Estado contra un gobierno democrático», 23 de abril)».
En el ámbito estrictamente académico, el único historiador que ha defendido el libro, sin introducir ninguna matización, ha sido el revisionista Stanley Payne. Otros muchos historiadores han publicado artículos y reseñas muy críticas, como Francisco Espinosa Maestre, Santos Juliá, José Luis Martín Ramos, o Ángel Luis López Villaverde. También han sido muy críticos Eduardo González Calleja y Francisco Sánchez Pérez que cuestionan la que consideran que es la doble tesis del libro: «el pretendido fraude que favoreció decisivamente la victoria electoral del Frente Popular y la consecución de su mayoría absoluta, y el empleo sistemático de la violencia colectiva para alcanzar ese objetivo, facilitado por la dimisión de Portela Valladares» («Básicamente se trata de exponer en esta obra que la victoria electoral del Frente Popular se hizo con el siguiente efecto dominó: coacción intimidatoria de las masas en la calle desde la noche del 16 de febrero, dimisión de Portela Valladares el 19 de febrero como consecuencia directa de esto, logro de una mayoría absoluta, de otro modo dudosa, mediante fraudes en varias provincias facilitados por todo lo anterior, y por último, redondeo de ésta en una segunda vuelta bajo el nuevo Gobierno Azaña, una comisión de actas bajo el control de la nueva mayoría parlamentaria, que despojó de su escaño a varios parlamentarios de la oposición y obligó a la anulación de elecciones en Cuenca (parcial) y en Granada (total). Con eso el Frente Popular pasó de algo más de 220 diputados a los 286 finales»). 
Para González Calleja y Sánchez Pérez el mismo título de la obra es «todo un programa de intenciones», y además critican que se usen «de forma preferente las fuentes —fundamentalmente periodísticas— favorables a las propias tesis, y silenciando o menospreciando las contrarias» —incluido el recurso a los datos y argumentos que proporciona el Dictamen franquista—, dando lugar a «una obra de evidente sesgo ideológico, más preocupada en dictar sentencia que en hacer comprender las causas profundas de tan singular cambio político». Según González Calleja y Sánchez Pérez, el Frente Popular obtuvo 243 diputados en el peor de los casos, estando así por encima de la mayoría absoluta, que era 237. En las conclusiones del análisis del libro señalan que «da la impresión de que en el libro se pretendía buscar y denunciar un fraude masivo que nunca existió, y al no encontrarlo, ha quedado reducido a una repetición parcial de las viejas tesis que ya sostenían las derechas autoritarias antes y después del 18 de julio. Un auténtico parto de los montes. Para tal viaje de ida y vuelta a los argumentos deslegitimadores de hace ochenta años, que minusvalora las aportaciones historiográficas de los últimos cincuenta, no hacían falta semejantes alforjas».
Enrique Moradiellos en la reseña que hizo de la obra de Álvarez Tardío y Villa García rechazó que los autores defendieran en el libro que el fraude y la violencia en las elecciones de 1936 fueran la causa el triunfo del Frente Popular, a pesar de lo equívoco del título —Moradiellos cree que debería haberse escogido otro más neutral—. Así en la conclusión final de su extensa reseña, muy crítica sobre algunos apartados del libro, Moradiellos afirma que la obra de Álvarez Tardío y Villa García «no ofrece material probatorio para impugnar el hecho cierto de que hubo unas elecciones básicamente limpias y un resultado claro en forma de victoria electoral del Frente Popular, aunque no fuera con la mayoría abultada que finalmente se proclamó de manera oficial. En otras palabras: en febrero de 1936 no hubo golpe de Estado del Frente Popular (Pablo Gea Congosto), ni su triunfo fue resultado de una combinación de violencia y fraude generalizados (César Vidal), ni sus «manejos» robaron a las derechas su clara victoria electoral (Alfonso Bullón de Mendoza), ni su triunfo fraudulento y viciado por la violencia sirve de justificación del 18 de julio como mera reacción defensiva (Juan Robles). Todo lo contrario. Hay que recordar que lo que finalmente acabó con la democracia republicana, a la postre, no fue una revolución prohijada por las autoridades frentepopulistas, que destruyeron así internamente la pacífica normalidad constitucional (lo que, por cierto, evitaron entre el 19 y 20 de febrero). Lo que terminó con ella fue un golpe militar de perfil reaccionario que tenía en su punto de mira letal tanto el peligro de revolución social como la evidencia de la reforma democrática gubernativa en acción resuelta e imparable. Olvidar estas circunstancias es sumamente peligroso desde el punto de vista histórico. Casi tanto como desde el punto de vista cívico».

### Dictamen franquista
La dictadura franquista trató de justificar retrospectivamente el golpe de Estado que acabó con la República. Uno de los elementos del Dictamen de la Comisión sobre ilegitimidad de poderes actuantes el 18 de julio de 1936, que se hizo público a principios de abril de 1939, es que había habido fraude en estas elecciones, ya que los resultados habrían sido falseados para favorecer al Frente Popular: falsificaciones de votos, violencias, nuevo gobierno formado antes de la segunda vuelta electoral y arbitraria revisión posterior de actas en perjuicio de las derechas.

1º Que la inconstitucionalidad del Parlamento reunido en 1936 se deduce claramente de los hechos, plena y documentalmente probados, de que al realizarse el escrutinio general de las elecciones del 16 de febrero, se utilizó, en diversas provincias, el procedimiento delictivo de la falsificación de actas proclamándose diputados a quienes no habían sido elegidos; de que, con evidente arbitrariedad, se anularon elecciones de diputados en varias circunscripciones para verificarse de nuevo, en condiciones de violencia y coacción que las hacían inválidas; y de que se declaró la incapacidad de diputados que no estaban real y legalmente incursos en ella, apareciendo acreditado también que, como consecuencia del fraude electoral, los partidos de significación opuesta vieron ilegalmente mutilados sus grupos, alcanzando lo consignado repercusión transcendental y decisiva en las votaciones de la Cámara.

Sin embargo, los primeros libros que trataron sobre las elecciones de 1936, entre los que destacó el de José Venegas Las elecciones del Frente Popular publicado en Buenos Aires en 1942 —obra de la que Herbert Southworth dijo en 1961 que «es con mucho el mejor estudio que se conozca, no solo de las elecciones de 1936, sino de las tres elecciones republicanas»—, señalaron el hecho de que las derechas no pusieron en cuestión la victoria del Frente Popular. Así lo advirtió David T. Cattell en su libro Communism and the Spanish Civil War publicado en 1956: «En los cinco meses anteriores al comienzo de las hostilidades abiertas, la derecha apenas habló de fraude». Este historiador norteamericano también afirmó: «Se puede decir, como conclusión, que la acusación de fraude en las elecciones con la intención de arrojar la mancha de ilegitimidad sobre el gobierno del Frente Popular no ha sido probada por los nacionales». Cinco años después Herberth Southworth, tras resaltar de nuevo que las derechas no habían cuestionado la validez del triunfo del Frente Popular —«todo estaba en contra de la victoria del Frente Popular y solo la aplastante naturaleza del triunfo le permitió su inmediato reconocimiento, a la vez por el gobierno y por la derecha»—, escribió sobre el Dictamen: «Cuando se comparan los dos papeles —el "dictamen" y los debates parlamentarios— se rebela la deshonestidad pusilánime del documento franquista con toda claridad».

### Los testimonios de Alcalá Zamora y de Portela Valladares

Estandarte Presidencial de Niceto Alcalá-Zamora.

El 17 de enero de 1937 el expresidente de la República, Niceto Alcalá Zamora, que había sido destituido de su cargo en abril  de 1936 gracias a los votos de los diputados del Frente Popular, siendo sustituido por su líder Manuel Azaña, realizó una declaraciones desde el exilio al periódico suizo Le Journal de Genève en el que negaba que el Frente Popular hubiera ganado legalmente las elecciones.

A pesar de los refuerzos sindicalistas, el Frente Popular obtenía solamente un poco más, muy poco, de 200 actas, en un Parlamento de 473 diputados. Resultó la minoría más importante; pero la mayoría absoluta se le escapaba. Sin embargo, logró conquistarla, consumiendo dos etapas a toda velocidad, violando todos los escrúpulos de legalidad y de conciencia...
Primera etapa: Desde el 17 de febrero, incluso desde la noche del 16, el Frente Popular, sin esperar al fin del recuento del escrutinio y la proclamación de los resultados, la que debería haber tenido lugar ante las Juntas Provinciales del Censo el jueves 20, desencadenó en la calle la ofensiva del desorden...
Segunda etapa: Conquistada la mayoría de este modo, le fue fácil hacerla aplastante. Reforzada con una extraña alianza con los reaccionarios vascos, el Frente Popular eligió la Comisión de validez de las actas parlamentarias...

Sin embargo, Manuel Portela Valladares, presidente del gobierno nombrado por el propio Alcalá Zamora con la pretensión de que este crease una fuerza política de centro que pudiese competir con derechas o izquierdas, declaró también desde el exilio:

Las elecciones realizadas en febrero de 1936 con todo el orden deseado, han consagrado el triunfo del Frente Popular; tengo, para afirmarlo, la autoridad que me da la presidencia de este gobierno. Ni un solo diputado de tendencias fascistas ha sido elegido. La gestión electoral fue reconocida por los partidos de la derecha como una legalidad de su derrota. No puede hablarse en justicia de que se falseó el sufragio, porque ello significaría un alegre embuste. Estoy dispuesto a afirmarlo en todo momento, para que la conducta de cada cual quede en su lugar.

### Conclusiones recientes
Enrique Moradiellos ha propuesto el siguiente estado de la cuestión sobre el tema de las elecciones de 1936 tras haber analizado con detenimiento el libro de Manuel Álvarez Tardío y Roberto Villa García:

1) La violencia durante la campaña electoral fue significativa y persistente, revelando el grado de tensión político-ideológica registrado en la sociedad española de entonces. Pero no tuvo la envergadura ni la intensidad suficiente para alterar gravemente el desarrollo normal del proceso electoral en su conjunto. Hubo, así pues, casos de violencia episódica recurrente, pero también una mayoría sustancial de conductas cívicas regulares y competencia libre y equilibrada entre alternativas políticas diferenciadas, como corresponde a una consulta democrática válida.

2) El fraude en el proceso de escrutinio de los votos fue claro y probado en distinto grado en varias circunscripciones (al menos ocho del total de sesenta) y tuvo su efecto distorsionador en la distribución final de escaños parlamentarios (menos de los cincuenta señalados por Alcalá Zamora y quizás entre los treinta y seis-cuarenta apuntados por Álvarez Tardío y Villa García). Pero no hubo fraude generalizado y orquestado (un atisbo de «pucherazo» general y sistémico) y el triunfo del Frente Popular fue principalmente producto de la mayor movilización de sus votantes a la hora de acudir a las urnas y del efecto de un sistema electoral hipermayoritario en la distribución de escaños, aun cuando su mayoría parlamentaria final fue de hecho amplificada muy sensiblemente por esos episodios localizados de fraude.

3) El acceso al poder del nuevo Gobierno de Frente Popular presidido por Manuel Azaña desde la tarde-noche del 19 de febrero fue un fenómeno excepcional y sorprendente y sólo comprensible en el contexto de emergencia creado por la deserción y huida del Gobierno de Portela Valladares y la movilización de las masas frentepopulistas, que reivindicaban la puesta en práctica del programa electoral del triunfador. Pero no fue un golpe de Estado, ni violento, ni armado, ni electoral, porque Azaña fue nombrado por el presidente de la República, que tenía competencias para ello y consideró todas las alternativas posibles antes de tomar su decisión y después de consultar con los partidos pertinentes.

4) La labor del nuevo Gobierno de Azaña no se limitó a ser la de un Ejecutivo de gestión interina hasta la terminación del proceso electoral con vistas a rendir cuentas de su tarea ante las nuevas Cortes. Fue también un Gobierno del Frente Popular que comenzó de inmediato, antes de tener los resultados definitivos, a aplicar el programa electoral pactado, en buena medida con el apoyo expreso (como es el caso de la aprobación de la amnistía política) de todos los partidos con representación en la Diputación Permanente de las Cortes disueltas (incluyendo los votos de la CEDA y de los monárquicos autoritarios). Y fue así porque la misma situación de emergencia («situación revolucionaria», en palabras clásicas de Santos Juliá) no permitió encontrar otra salida constitucional efectiva.

5) La gestión política del Ejecutivo de Azaña tras las elecciones consiguió cauterizar en pocos días el peligro de un desbordamiento revolucionario con medidas enérgicas y con el apoyo de las propias derechas, reconduciendo constitucionalmente los desafíos planteados, y a pesar de los amplios brotes de violencia registrados. Sin embargo, esa encomiable y necesaria cooperación transpartidista se frustró posteriormente en la discusión de las denuncias de fraude en la Comisión de Actas, generando una ruptura política ya casi insalvable en el mes de abril de 1936, cuando otros problemas y desafíos estaban generando una nueva crisis social e institucional de mayor calado.